# Mandriva
Mandrake o Mandriva Linux fue una distribución Linux publicada por la compañía francesa Mandriva destinada tanto para principiantes como para usuarios experimentados, orientada a computadoras personales y servidores con un enfoque a los usuarios que se están introduciendo al mundo de Linux y al software libre.
La primera edición se basó en Red Hat Linux v5.1 y escogió el entorno gráfico de KDE v1.0. Desde entonces siguió su propio camino, separado de Red Hat e incluyó numerosas herramientas propias o modificadas, fundamentalmente dirigidas a facilitar la configuración del sistema. También esta distribución fue conocida porque sus paquetes fueron compilados con optimizaciones para procesadores Pentium y superiores, incompatibles con versiones más antiguas tales como 386 y 486. La última versión estable de Mandriva Linux fue denominada Hydrogen y se publicó el 28 de agosto de 2011.

## Historia
En 1998, la compañía francesa MandrakeSoft SA presentó la distribución Mandrakelinux, creada por Gaël Duval, cofundador y exempleado de RedHat, Inc. Parte del nombre fue tomada de la tira cómica "Mandrake el mago", marca cuya propiedad pertenece a la empresa estadounidense Hearst Holdings. En el año 2003, MandrakeSoft inició un juicio en una corte francesa contra Hearst Holdings, para cancelar la marca "Mandrake" que la última seguía poseyendo, sin embargo la corte falló a favor de Hearst por lo que los nombres de sus dominios, además del producto les fueron devueltos a su propietario. Esta decisión hizo que posteriormente fuera cambiado el nombre de MandrakeSoft a Mandriva y el del sistema operativo a Mandriva Linux, nombres derivados de la fusión entre la empresa Mandrake y la brasileña Conectiva, que Mandrakesoft adquirió en el año 2005.
La distribución se basó inicialmente en Red Hat Desktop 5.1, por lo que la primera versión también se enumeró 5.1. Era una distribución para servidores y estaciones de trabajo de fácil uso suministrada en una versión descargable y otra pagada, con documentación y soporte técnico. Las diferentes versiones contaron con licencia libre y algunas versiones especiales tenían programas no licenciados según la licencia GPL. Sin embargo, pese al éxito de la distribución, parte de los empleados que trabajó en ella fue despedida cuando fue liquidada Edge-IT, compañía de soporte que fue adquirida por MandrakeSoft en el año 2004. El 18 de septiembre de 2010, ante la incertidumbre sobre el futuro de la empresa, ahora denominada Mandriva, algunos de los desarrolladores emitieron desde la ciudad de París un comunicado anunciando que se crearía una bifurcación de Mandriva Linux, que fue denominada Mageia. En el verano del año 2011, luego de la publicación de la versión denominada Hydrogen, Mandriva Linux fue descontinuada y varios miembros de la comunidad que la respaldaban crearon una nueva distribución, llamada OpenMandriva Lx.
La quiebra de Mandriva fue anunciada oficialmente y la empresa cerró finalmente el 2 de junio de 2015.

## Numeración de las versiones
Mandriva Linux se derivó de Red Hat, por lo que la primera versión de Mandrake fue la versión 5.1, heredada de RedHat. Posteriormente, Mandriva adoptó varios métodos diferentes de numeraciones para sus ediciones:
- De la versión 5.1 a la versión 9.2:
  - un número que sigue al punto, por lo general un valor de 0 a 2;
  - unión del nombre Mandrake con un nombre de código como en el caso de Mandrake Venecia 5.1 y Mandrake 9.2 Fivestar;
- de la versión 10.0 a la versión 10.2:
  - después del punto, una indicación de la estabilidad: Community para la versión a prueba, Official para la versión estable, como en los casos de plos: Mandrivalinux 10.0 Community y Mandriva 10.1 Official;
- para las siguientes versiones:
  - un número que indica el año: 2006, 2007, 2008, 2009, etc.
  - La versión 10.2 de la distribución es también llamada Mandriva Linux Limited Edition 2005 y sirvió como una transición entre los dos últimos métodos de conteo.

## Versiones
La edición 2006 salió a la luz en octubre de 2005 que ya venía integrada con las tecnologías de Conectiva y Lycoris; en esta versión se había decidido como parte de los cambios, pasar a un ciclo de publicación anual y como resultado de ello, muchos críticos vieron una caída en el uso de Mandriva, debido a algunos bugs importantes en Mandriva 2006, y a que desde octubre de 2005 a octubre de 2006 no salió ninguna versión de Mandriva Linux.
Fue hasta el lanzamiento de Mandriva Linux 2007, que, tanto la frecuencia de publicación de las otras distribuciones de Linux, así como las críticas, obligaron a la compañía a volver al ciclo de publicación de seis meses (abril y octubre)
Todos estos factores provocaron la publicación de Mandriva 2007 Spring. La edición 2008.0, salida en octubre de 2007 incluyó, el núcleo Linux 2.6.22.9 con soporte "fair scheduling", y los paquete de software OpenOffice.org 2.2.1, KDE 3.5.7, Gnome 2.20, entre otros.
En abril de 2008, se lanzó la versión 2008.1 "Spring", la cual tiene cambios importantes como las mejoras a la interface de RPMDrake, nuevo control parental de contenidos en Internet, la aparición del Centro de Medios Elisa, soporte de sincronización de teléfonos en GNOME y KDE, el framework Codeina para la instalación de los codecs requeridos, X.org 7.3, OpenOffice.org 2.4, Gnome 2.22, los controladores libres de las tarjetas gráficas de ATI y nVidia, el servidor de sonido PulseAudio, entre otros. No obstante, mantuvo al entorno KDE en su versión 3.5.9 como escritorio predefinido, sobre KDE 4.0.3.
En octubre de 2008, se liberó la versión 2009.0, la cual entre sus cambios importantes incorporó la versión 2.6.27 del núcleo Linux con un mayor soporte de hardware, KDE en su versión 4.1.2 como escritorio por defecto, GNOME 2.24, OpenOffice.org 3.0, Mozilla Firefox 3.0, y el rediseño del instalador de Mandriva.
En abril de 2009, se liberó la versión 2009.1 Spring de Mandriva Linux, con el núcleo actualizado a la versión 2.6.29.1, KDE en versión 4.2.2 considerada la primera versión de la rama 4 para uso estable y del usuario final, GNOME 2.26, presencia del escritorio LXDE, Firefox 3.0.8, X.org 1.6 y OpenOffice.org 3.0.1, basado en una bifurcación denominada go-oo.org; además, incluyó soporte opcional, aunque completo del sistema de archivos Ext4 dejando a elección del usuario el actualizar o no el sistema de archivos. Se incluyó Speedboot, que mejoró los tiempos de arranque aparentes de la distribución al poner en prioridad más alta, el inicio del servidor X, dejando que se cargaran algunos servicios, después de la carga del servidor X. Como novedad adicional, podía ser grabado el contenido de la variante One a una memoria USB y cargar el sistema operativo desde ese dispositivo.
El 3 de septiembre de 2009, se liberó Mandriva 2010 con el nombre en código de Adelie, con características tales como la implementación de Plymouth para el arranque gráfico, actualización del núcleo a la versión 2.6.31, además de los entornos de escritorio KDE, GNOME, Xfce, el servidor X.org, incorporación de la cuenta de invitado, entre otras mejoras.

## Características
Mandriva se basó en Red Hat y soportó las arquitecturas de hardware Intel x86, AMD64 y PowerPC. Al igual que casi cualquier distribución basada en Linux, Mandriva fue capaz de actualizar a la vez todas las aplicaciones instaladas en la máquina a través de repositorios, a diferencia de otros sistemas operativos comerciales, donde esto no es posible.

### Internacionalización
Los idiomas principales de la distribución fueron el francés y el inglés, sin embargo, Mandriva Linux fue traducida a 74 idiomas, y cada usuario podía ser capaz de colaborar voluntariamente a su traducción a través de Internet. Los desarrolladores de Mandriva se basaron, para las traducciones, en gran medida en el trabajo de las comunidades de los proyectos de escritorios GNOME y KDE.

### Instalación, control y administración
El instalador de Mandriva Linux fue uno de los más amigables de entre las diferentes distribuciones de Linux ya que continuó con la tendencia de Mandrake Linux de incluir un instalador gráfico. El instalador está traducido a más de 70 idiomas.
Mandriva Linux empleó el Centro de Control de Mandriva para cambiar aspectos de la configuración, consistente en programas conocidos de forma colectiva como drakxtools, para configurar diferentes ajustes. Entre estos fueron incluidos MouseDrake para configurar el ratón, DiskDrake para configurar las particiones de disco y drakconnect (antes conocido como draknet, pero forzado a cambiar su nombre después de que una compañía con el mismo nombre se quejara) para configurar una conexión de red. Están escritos usando GTK y Perl, y la mayoría de ellos podía ser ejecutada tanto en modo gráfico como en modo texto.

### Software
Mandriva Linux, vino con aproximadamente 20560 paquetes de software (versión 2009.1), incluyendo juegos, programas de oficina, multimedia, gráficos, servidores y utilidades de Internet. Mandriva Linux, a diferencia de otras distribuciones, ofreció soporte KDE, Gnome (GTK) y Xfce, apoyando tanto el desarrollo de programas QT (Kat, buscador integrado en KDE) como GTK.
Para la administración de programas, Mandriva usó Urpmi y RPMDrake, esta última herramienta disponible tanto en formato gráfico y como en formato de texto. Urpmi se encargaba de resolver las dependencias de los paquetes rpm, facilitando la instalación, desinstalación de programas y la actualización del sistema.

### Resumen de las principales características
- Basada en la distribución Red Hat.
- Disponible oficialmente para 2 arquitecturas: Intel x86, AMD64.
- Actualizable a través de repositorios.
- Frecuencia de presentación de 6 meses para las versiones estables, con actualizaciones en materia de seguridad hasta 18 meses después de su lanzamiento.
- Entornos de escritorio: Gnome y KDE pudiendo añadirse xfce, Blackbox entre otros.
- Navegador web: Mozilla Firefox.
- Formato de paquetes rpm.
- Disponible en DVD, Version Free
- Ediciones gratuitas

## Herramientas de Mandriva

### Sistema de gestión y herramientas de configuración
- Centro de Control de Mandriva - herramienta de configuración.
- LogDrake - vista y los registros del sistema de búsqueda.
- DrakConsole - abrir una consola como usuario raíz (root).
- DrakCronAt - programa de calendario.
- DrakBackup - copias de seguridad de configuración del sistema y de usuario.
- DrakBoot - configura cómo arranca el sistema, y selecciona el tema gráfico para utilizar durante el arranque.[6]
- DrakFloppy - para producir disquetes de arranque.
- DrakAutoInst - configura una repetición de instalación automática.
- DrakStats - recuperar las estadísticas sobre los paquetes instalados rpm.

### Relacionados con hardware
- DiskDrake - herramienta de gestión
- Harddrake - configura el hardware del sistema.
- DrakxTV - configura tarjeta de sintonizador de TV.
- DrakKeyboard - configurar el diseño de teclado.
- Drakmouse - configurar el dispositivo apuntador (mouse, touchpad)
- Printerdrake - configurar la impresora.
- Scannerdrake - configurar escáner.
- DrakUPS - herramienta de configuración para monitorizar sistemas de alimentación ininterrumpida (SAI o UPS).
- DrakSound - configurar una tarjeta de sonido no ISA.
- Drakfax - herramienta de configuración de fax.
- LsPciDrake - herramienta de la CLI a la lista de bus PCI y los dispositivos USB (parte del paquete ldetect).

### Relacionados con el servidor
- DrakTermserv - configurar un servidor de terminal
- rfbdrake - herramienta para control remoto de otro sistema bajo Linux, UNIX o Windows.
- Drakpxelinux - un asistente para crear un servidor PXE.
- Drakwizard - asistente para realizar la configuración básica de Apache 2 (httpd), DNS (BIND), DHCP (DHCP-server), FTP (proftpd), OpenSSH (openssh-server), servidores Proxy o NTPD.

### Relacionados con la red
- Drakconnect - configuración y gestión de las interfaces de red.
- Drakroam - configuración y gestión de las interfaces de red inalámbrica.
- NetApplet - applet de usuario para acceder a las propiedades de conexión de red.
- net_monitor - controlar las conexiones de red.
- Drakproxy - configurar un servidor proxy para web.
- DrakGw - configurar la conexión compartida a Internet con otros equipos locales.
- DrakVpn - configurar una conexión de red privada virtual.

### Gestión de usuarios relacionados
- UserDrake - herramienta de gestión de usuarios.
- Drakauth - herramienta de configuración para seleccionar el método de autenticación.

### Relacionados con el entorno gráfico
- MandrivaUpdate - herramienta gráfica para la gestión de paquetes.
- Urpmi - paquete de herramientas de gestión de la línea de comandos o actualización de Mandriva Linux con urpmi
- Mandrivaonline - actualización de Mandriva Linux en línea.
- FIBRIC - asistente de instalación accesible por navegador web.
- draklive - herramienta de desarrollo para crear su propia distribución LiveCD.

### Herramientas de seguridad
- ms - herramienta seguridad de Mandriva
- Draksec - Interfaz gráfica para ms
- DrakPerm - afina los permisos de seguridad del sistema
- DrakFirewall - configurar un firewall personal.

### Herramientas varias
- DrakBug - herramienta de reporte de errores interactivo con varias computadoras.
- Drakbt - es un software BitTorrent y comprobador de estado de archivos torrent.
- DrakFirsttime - interfaz de configuración por vez primera del sistema, del asistente de arranque.
- Drakloop - herramienta para permitir a los usuarios montar sistemas de archivos cifrados de bucle invertido.
- Drakoo - asistente de formato de archivo para ejecutar OpenOffice.org y que permite al usuario elegir el formato de archivo predeterminado para usar.
- DrakSync - herramienta gráfica para la sincronización de directorios en máquinas diferentes.
- Packdrake - constructor sencillo de archivos indexados y extractor que usó métodos de compresión estándar.

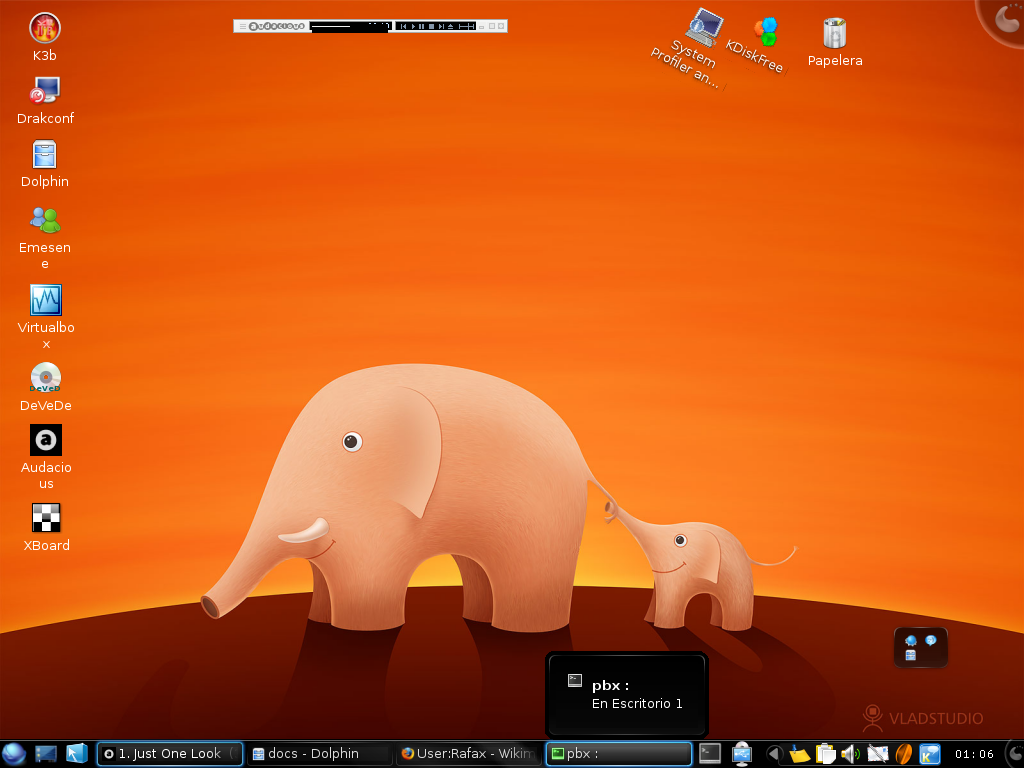
KDE 4.2 en Mandriva 2009.1.

## Club Mandriva
Desde sus inicios, MandrakeSoft era una empresa rentable. Pero durante el auge de las empresas de Internet, los accionistas cambiaron los jefes de la empresa, pasando a ser administrada por un equipo de profesionales, para obtener beneficios. La nueva dirección decidió apostar por la educación a distancia vía web. Esta decisión causó deudas con servicios que no generaron ganancias. Este error causó que MandrakeSoft entrara en un periodo económicamente difícil que puso en peligro la continuidad de la empresa. Tras despedir al equipo directivo, se constituyó el denominado Club Mandriva como forma de incrementar los ingresos económicos.
El Club Mandriva ofrecía a sus socios ventajas tales como disponer de los archivos ISO de cada nueva distribución con antelación respecto al resto de usuarios, o acceso a productos no libres y servicios añadidos, como Kiosk.

## Versiones
Existieron dos etapas de desarrollo, denominadas Cooker y Official. La primera, corresponde a versiones de desarrollo de Mandriva Linux, las cuales aparecieron poco tiempo después de la publicación de la última versión Oficial y terminada la etapa de programación y pruebas se lanzaba la versión Official de forma interna y luego se lanzaba de forma externa, estando disponible para el público.

## Historial de Lanzamiento
| Fecha                    | Version     | Nombre                              | Soporte                            | Principales características y novedades |
| ------------------------ | ----------- | ----------------------------------- | ---------------------------------- | --- |
| 23 de julio de 1998      | 5.1         | Venice                              | No                                 | - Núcleo 2.0.35 - Kde 1.0 - Gimp 1.0.0 - Netscape 4.05 - Instalador actualiza desde Red-Hat 5.1 |
| 1 de diciembre de 1998   | 5.2         | Leeloo                              | No                                 | - Instalador actualiza ahora desde Mandrake 5.1 |
| 11 de febrero de 1999    | 5.3         | Festen                              | No                                 | |
| 27 de mayo de 1999       | 6.0         | Venus                               | No                                 | |
| 17 de septiembre de 1999 | 6.1         | Helios                              | No                                 | |
| 14 de enero de 2000      | 7.0         | Air                                 | Terminado                          | |
| 13 de junio de 2000      | 7.1         | Helium                              | Terminado                          | |
| 30 de octubre de 2000    | 7.2         | Odyssey                             | Terminado                          | |
| 19 de abril de 2001      | 8.0         | Traktopel                           | Terminado                          | |
| 27 de septiembre de 2001 | 8.1         | Vitamin                             | Terminado                          | |
| 18 de marzo de 2002      | 8.2         | Bluebird                            | Terminado                          | |
| 25 de septiembre de 2002 | 9.0         | Dolphin                             | Terminado                          | |
| 25 de marzo de 2003      | 9.1         | Bamboo                              | Terminado                          | - Núcleo 2.4.21 - XFree86 4.3 - KDE 3.1 - GNOME 2.2 - Mozilla1.3 - OpenOffice.org 1.0 - Koffice 1.2 - GIMP 1.2 |
| 14 de diciembre de 2003  | 9.2         | Fivestar                            | Terminado                          | - Núcleo 2.4.22 - KDE 3.1.3 - GNOME 2.4.0 - OpenOffice.org 1.1 - KOffice 1.3.0 - Mozilla 1.4 - GIMP 1.2.5 - XMMS 1.2.7 - Nuevo formato de distribución en Live CD: Mandriva Move |
| 4 de abril de 2004       | 10.0        | Community                           | No                                 | |
| 28 de abril de 2004      | 10.0        | Official                            | Terminado                          | |
| 16 de septiembre de 2004 | 10.1        | Community                           | No                                 | - Núcleo 2.8.0 - KDE 3.2.3 - GNOME 2.6.0 - OpenOffice.org 1.1.3 |
| 15 de octubre de 2004    | 10.1        | Official                            | Terminado                          | |
| 14 de abril de 2005      | 10.2 - 2005 | Mandriva Linux Limited Edition 2005 | No                                 | - Versión de transición Mandrake - Mandriva - Soporte de deltarpm - reemplazo de magicdev por HAL - Integración de DKMS |
| 14 de octubre de 2005    | 2006        | Mandriva 2006                       | Terminado                          | - Fusión de tecnologías de Conectiva y Mandriva - Intégracion de KAT - Optimización de udev - Mayor soporte de tarjetas inalámbricas de net-applet y drakroam - Integración de Enlightenment DR17 (E17) |
| 3 de octubre de 2006     | 2007        | Mandriva 2007                       | Terminado                          | - Soporte 3D AIGLX y Xgl. - Nuevo tema : Ia Ora - Nueva utilidad de configuración VPN: drakvpn - Nueva utilidad de configuración de seguridad (invictus-firewall) - Nuevo formato de distribución en memorias USB: Mandriva Flash y en Live CD |
| 18 de abril de 2007      | 2007.1      | Mandriva Spring 2007                | Terminado el 13 de octubre de 2008 | - Primera versión "Spring". se pasa a un ciclo de lanzamiento de 6 meses - Nuevo tema gráfico renovado - Implementación de drak3D, integración de Metisse, Compiz y Beryl - Implementación de MandrivaUpdate, Mandriva Online y DrakRPM - Soporte para escribir en particiones NTFS - Soporte de WiiMote de Nintendo |
| 5 de octubre de 2007     | 2008.0      | Mandriva 2008                       | Terminado el 09 de abril de 2009   | - Escritorio según estándares de Freedesktop.org - Integración de Compiz Fusion - Nueva utilidad de migración Windows/Linux: transfugedrake - Nuevo formato de menú |
| 9 de abril de 2008       | 2008.1      | Mandriva Spring 2008                | Terminado el 15 de octubre de 2009 | - Nuevo sistema de Sonido PulseAudio - Nuevo sistema de archivos GVFS para Gnome - Gestión de codecs mediante Codeina - Soporte de sincronización de PDA mediante KitchenSync y OpenSync - Soporte de Windows Vista en asistente de migración |
| 9 de octubre de 2008     | 2009.0      | Mandriva 2009                       | Terminado el 09 de abril de 2010   | - Nuevo tema gráfico para KDE 4 - Nuevo proceso de instalación y centro de control - Integración de KDE 4 y LXDE - System-config-printer remplaza Printerdrake - Nuevo sistema de arranque - Mayor soporte de tarjetas de red inalámbricas - Mejor soporte de Netbooks - Implementación de herramienta de detección de paquetes huérfanos |
| 29 de abril de 2009      | 2009.1      | Mandriva Spring 2009                | Terminado el 29 de octubre de 2010 | - Soporte de ext4 - Tecnología Speedboot - Correcciones en el manejo de paquetes huérfanos - Eliminación automática de kernels o núcleos antiguos - Correcciones en LiveUpgrade - Mayor soporte en módems 3G - Herramienta para volcar versiones ONE a una Memoria USB |
| 3 de noviembre de 2009   | 2010        | Mandriva 2010 (Adelie)              | Terminado el 3 de mayo de 2011     | - Implementación de Plymouth para el arranque gráfico - Núcleo Linux 2.6.31. - KDE 4.3.2 - GNOME 2.27.90. - Xfce 4.6.1. - X.org server 1.6.3. - Monitor-edid 2.3. - Urpmi y URPM mejoran en el manejo de dependencias complejas. - Revisión de contraseñas indicando el nivel de fuerza y seguridad. - Añadida la opción de activar Ctrl+Alt+Backspace con XFdrake. - tomoyo-gui - Implementación de NEPOMUK - Moblin: nuevo ambiente de escritorio Linux para móviles. - Poulsbo - Cuenta de invitado. |
| 8 de julio de 2010       | 2010.1      | Mandriva 2010 Spring (Farman)       | No                                 | - KDE 4.4.3 - GNOME 2.30.1 - Firefox 3.6.6vz - OpenOffice.Org 3.2 |
| 29 de agosto de 2011     | 2011.0      | Mandriva 2011 (Hydrogen)            | No                                 | - KDE 4.6.4 - Núcleo 2.6.38 - X.Org 7.6 con X Server 1.10.3 - Firefox 5.0.1 - LibreOffice - Clementine - Thunderbird - Componentes Rosa (SimpleWelcome, Stack Folder,Rocket Bar) - RPM5 - systemd - Sphere: Aplicación para reportar fallas. - MandrivaSync: Servicio en fase de pruebas en la nube para almacenar y sincronizar datos de usuarios. |

## Mandrake Linux 5.1 "Venice"
El 23 de julio de 1998 se lanzó Mandrake Linux 5.1 (basada en Red Hat Linux 5.1), fue la primera versión de esta distribución, dirigida al escritorio y desarrollada por Mandrakesoft en Francia, fundada un par de meses antes. Incluía la posibilidad de actualizar desde Red-Hat 5.1. opción que en la siguiente versión (5.2) permitía actualizar desde Mandrake 5.1.
Desde sus inicios se caracterizó por enfocarse a la facilidad de uso y la llegada al usuario final, incluyendo herramientas de configuración propias.
Esta versión incluía entre sus paquetes los siguientes:
- Núcleo 2.0.35
- Kde 1.0
- Gimp 1.0.0
- Perl 5.4.0
- Apache 1.2.6
- Netscape 4.05

## Ediciones

### Cuadro comparativo
Esta tabla no es exhaustiva y sólo se refiere a la última versión estable disponible.
| Edición            | N º CD / DVD          | Requisitos de conocimientos | Especial | Libertad / libre                             |
| ------------------ | --------------------- | --- | --- | -------------------------------------------- |
| Mandriva One       | 1 LiveCD Instalable   | No | Permitió probar Mandriva Gnu/Linux y luego se podía instalar para obtener un mejor rendimiento. Contenía controladores no libres y tenía soporte durante 18 meses. | Gratuito, pero con controladores no libres.  |
| Mandriva Free      | 1 DVD                 | Requería buenos conocimientos de GNU/Linux, ya que los controladores no libres necesarios debían ser instalados manualmente.                                  | Tenía soporte durante 18 meses. | Totalmente gratuito y libre.                 |
| Mandriva Powerpack | 2 DVD                 | Requería de conocimientos básicos para completar la instalación. Disponía de documentación impresa completa y un soporte de base a través de Mandriva Expert. | Provista de controladores no libres, software comercial adicional y servicios.                                                                                     | Comercial, disponible en la tienda en línea. |
| Mandriva Flash     | 1 USB de arranque 8GB | No | Escritorio Portátil de Linux con un espacio de 6 GB de datos. | Comercial, disponible en la tienda en línea. |

## Para el público en general

### Mandriva Linux Free
|  | Es la edición de Mandriva que contenía únicamente software libre tal como se define por la Free Software Foundation y el Open Source Initiative Esta edición es la versión que figuraba en el proyecto de la Comunidad Cooker en la que los desarrolladores de Mandriva y los colaboradores participaban de forma simultánea. Fue la base de las otras ediciones, además estaba disponible para procesadores Intel y AMD de 32 y 64 bits y solamente se distribuyó en DVD. |

### Mandriva Linux Free Dual-Arch
|  | Incluyó las instalaciones para las arquitecturas x86 y x86_64 en un solo CD y contenía software libre solamente y su escritorio por defecto fue LXDE. |

### Mandriva Linux One
Edición también disponible de forma gratuita del tipo LiveCD y de 32 bits para ser instalado con entornos KDE, GNOME o XFCE y estaba disponible para su descarga únicamente en CD, con software libre y no-libre de distribución gratuita.

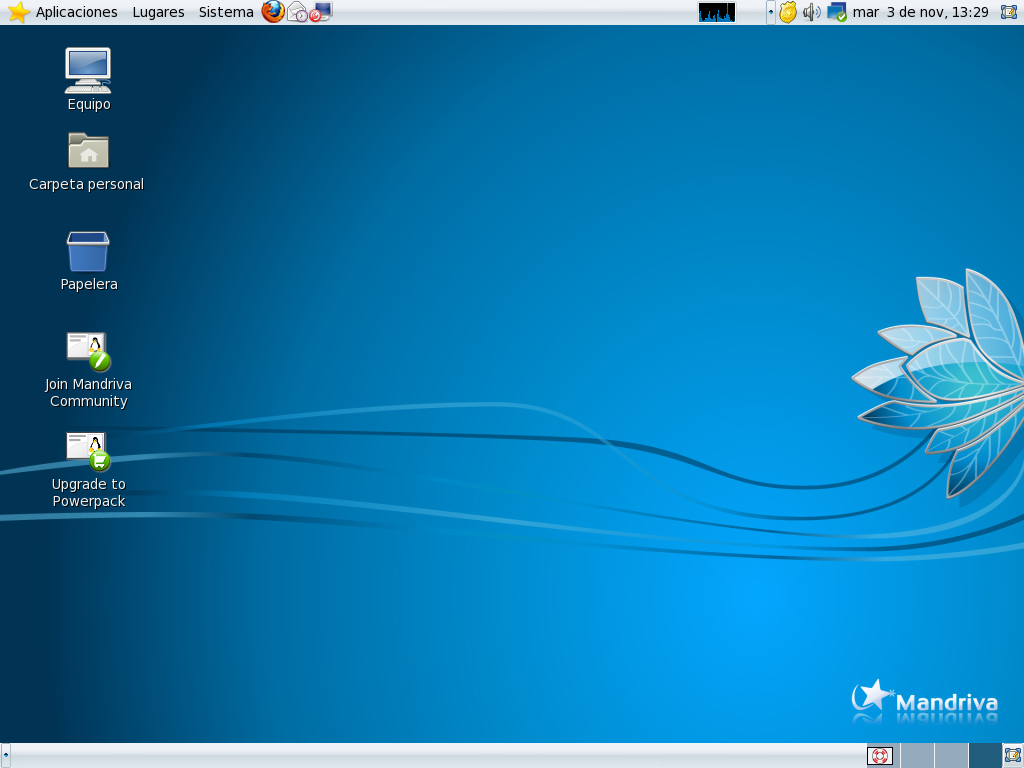
Mandriva Linux One 2010 (Adelie).
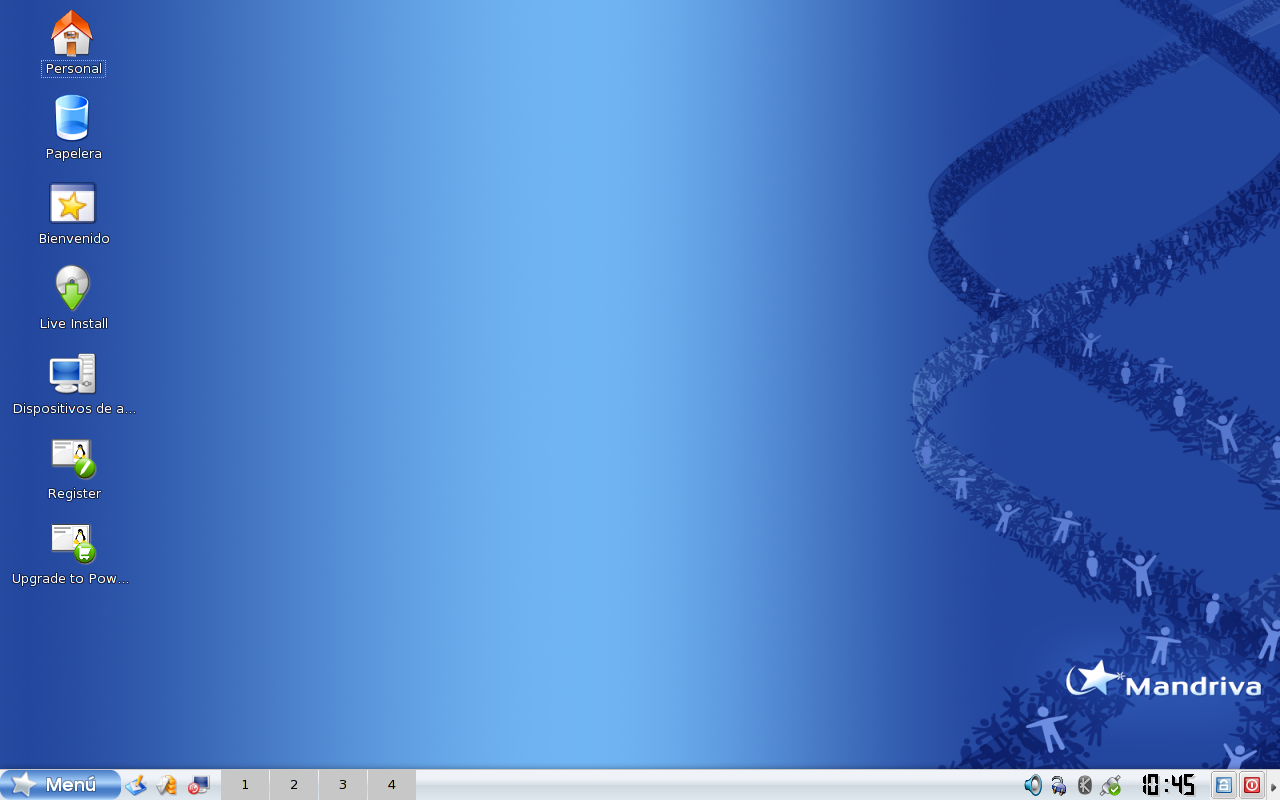
Mandriva Linux One KDE 2008

### Mandriva Linux Powerpack
|  | Distribución comercial, en formato DVD, que incluyó software no libre, programas añadidos del lenguaje Java, Adobe Flash, Real Player, controladores oficiales no libres de ATI Technologies y NVIDIA y tarjetas inalámbricas. |

### Mandriva Flash
Versión ejecutable en una memoria USB en la cual se podían guardar los documentos y preferencias de los usuarios, pudiéndose instalar nuevas aplicaciones y descargar actualizaciones, tal como una instalación Linux normal.

### Click’n Backup
|  | Esta versión permitía respaldar en línea la información de manera segura y usar almacenamiento remoto. |

## Para las empresas

### Mandriva Directory Server
|  | Fue solución de gestión de directorio LDAP fácil de usar que permitía a las empresas gestionar el acceso a los empleados, clientes y socios. |

### Mandriva Enterprise Server 5
|  | Versión de servidor Linux para profesionales de tecnologías de información. |

### Pulse 2
|  | Esta versión fue usada para la gestión de infraestructura de sistemas heterogéneos como computadoras de escritorio, portátiles y servidores, independientemente de su ubicación y de su sistema operativo. |

### Linux Rescue Server (LRS)
|  | Versión para el respaldo y restauración de estaciones de trabajo que operan con diferentes versiones de sistemas operativos, disponible para Windows y GNU/Linux. |

## Para los fabricantes de equipos

### Mandriva Mini
Producto basado en una optimización de código abierto de la tecnología de Moblin versión 2, para procesadores Intel y Atom.

### Mandriva InstantOn
Fue un sistema de arranque rápido y personalizado, que permitía iniciar en 10 segundos el equipo.

## Educación y Espacios Públicos Digitales (EPN)

### Edutice
Fue el resultado de una colaboración entre Mandriva, Novatice y de Intel para permitir clases en línea.

## Repositorios
Principales
- Repositorio Main.
- Repositorio Contrib.
- Repositorio Non-free (no libres).

Actualizaciones
- Repositorio Main Updates.
- Repositorio Contrib Updates.
- Repositorio Non-free Updates.